# KPP BEST
Albums de Kyary Pamyu Pamyu
Pika Pika Fantajin
(2014)
KPP BEST est le premier album de compilation de Kyary Pamyu Pamyu, réalisé en 2016 à l'occasion des 5 ans de Kyary dans l'industrie du divertissement. 

## Détails
La compilation comprend tous les singles de Kyary depuis PONPONPON (2011) jusqu'à Sai & Co (2016), mais aussi quelques chansons face B et quelques chansons d'album. Le best of contient également trois chansons jamais publiées auparavant; KPP ON STAGE, 5iVE YEARS MONSTER et Kanzen Keitai. La compilation sort en deux éditions: une édition régulière et une édition limitée à 55,555 exemplaires. L'édition régulière comprend deux CD, tandis que l'édition limitée comprend trois CD et un DVD avec une interview de l'artiste (きゃりーぱみゅぱみゅ 5年目の真実, Kyary Pamyu Pamyu : La vérité sur sa cinquième année).
Kanzen Keitai est utilisée pour une publicité de AQUOS 4K de Sharp
5iVE YEARS MONSTER a été utilisée comme chanson-thème pour la tournée mondiale KPP 5iVE YEARS MONSTER WORLD TOUR 2016 et comme spot publicitaire pour le produit Ice no Mi (アイスの実) de la compagnie Ezaki Glico.

## Liste des titres
Toutes les chansons sont écrites et composées par Yasutaka Nakata.
| Disque un | Disque un                                                   | Disque un | Disque un | Disque un | Disque un | Disque un | Disque un | Disque un | Disque un |
| No        | Titre                                                       | Durée     |           |           |           |           |           |           |           |
| --------- | ----------------------------------------------------------- | --------- | --------- | --------- | --------- | --------- | --------- | --------- | --------- |
| 1.        | KPP ON STAGE                                                | 0:55      |           |           |           |           |           |           |           |
| 2.        | PONPONPON                                                   | 4:02      |           |           |           |           |           |           |           |
| 3.        | Cherrybonbon (チェリーボンボン)                             | 3:38      |           |           |           |           |           |           |           |
| 4.        | Tsukema Tsukeru (つけまつける)                              | 4:21      |           |           |           |           |           |           |           |
| 5.        | Kyary ANAN (きゃりーANAN)                                   | 3:18      |           |           |           |           |           |           |           |
| 6.        | CANDY CANDY (ファッションモンスター)                        | 3:51      |           |           |           |           |           |           |           |
| 7.        | Fashion Monster (ファッションモンスター)                    | 4:37      |           |           |           |           |           |           |           |
| 8.        | Kimi ni 100 Percent (キミに100パーセント)                   | 3:20      |           |           |           |           |           |           |           |
| 9.        | Furisodation (ふりそでーしょん)                             | 4:05      |           |           |           |           |           |           |           |
| 10.       | Family Party -album mix- (ファミリーパーティー -album mix-) | 3:39      |           |           |           |           |           |           |           |
| 11.       | Super Scooter Happy                                         | 5:54      |           |           |           |           |           |           |           |
| 12.       | Yume no Hajima-Ring Ring -album mix- (ゆめのはじまりんりん) | 4:04      |           |           |           |           |           |           |           |
| 45:44     |                                                             |           |           |           |           |           |           |           |           |

Toutes les chansons sont écrites et composées par Yasutaka Nakata.
| Disque deux | Disque deux                                                                        | Disque deux | Disque deux | Disque deux | Disque deux | Disque deux | Disque deux | Disque deux | Disque deux |
| No          | Titre                                                                              | Durée       |             |             |             |             |             |             |             |
| ----------- | ---------------------------------------------------------------------------------- | ----------- | ----------- | ----------- | ----------- | ----------- | ----------- | ----------- | ----------- |
| 1.          | Ninja Re Bang Bang (にんじゃりばんばん)                                            | 4:26        |             |             |             |             |             |             |             |
| 2.          | Mottai Night Land (もったいないとらんど)                                           | 4:01        |             |             |             |             |             |             |             |
| 3.          | 5iVE YEARS MONSTER                                                                 | 2:53        |             |             |             |             |             |             |             |
| 4.          | Kira Kira Killer (きらきらキラー)                                                  | 4:16        |             |             |             |             |             |             |             |
| 5.          | Invader Invader (インベーダーインベーダ－)                                         | 4:11        |             |             |             |             |             |             |             |
| 6.          | Kanzen Keitai (完全形態)                                                           | 3:39        |             |             |             |             |             |             |             |
| 7.          | Tokyo Highway (トーキョーハイウェイ)                                               | 5:09        |             |             |             |             |             |             |             |
| 8.          | Crazy Party Night ～Pumpkin no Gyakushū～ (Crazy Party Night ～ぱんぷきんの逆襲～) | 4:14        |             |             |             |             |             |             |             |
| 9.          | No No No                                                                           | 4:08        |             |             |             |             |             |             |             |
| 10.         | Mondai Girl (もんだいガール)                                                       | 4:36        |             |             |             |             |             |             |             |
| 11.         | Cosmetic Coaster (コスメティックコースター)                                        | 3:25        |             |             |             |             |             |             |             |
| 12.         | Sai & Co (最＆高)                                                                  | 3:32        |             |             |             |             |             |             |             |
| 48:30       |                                                                                    |             |             |             |             |             |             |             |             |

Toutes les chansons sont écrites et composées par Yasutaka Nakata.
| 1.  | Cherry Bonbon -extended mix- (チェリーボンボン -extended mix-)           |  |
| 2.  | Chōdo Ii no -extended mix- (ちょうどいいの -extended mix-)               |  |
| 3.  | Tsukema Tsukeru -extended mix- (つけまつける -extended mix-)             |  |
| 4.  | CANDY CANDY -remix-                                                      |  |
| 5.  | Minna no Uta -extended mix- (みんなのうた -extended mix-)                |  |
| 6.  | Fashion Monster -extended mix- (ファッションモンスター -extended mix-)   |  |
| 7.  | Ninja Re Bang Bang -extended mix- (にんじゃりばんばん -extended mix-)    |  |
| 8.  | Invader Invader -extended mix- (インベーダーインベーダー -extended mix-) |  |
| 9.  | Mottai Night Land -extended mix- (もったいないとらんど -extended mix-)   |  |
| 10. | Kira Kira Killer -extended mix- (きらきらキラー -extended mix-)          |  |

| 1. | きゃりーぱみゅぱみゅ 5年目の真実 (Kyary Pamyu Pamyu : La vérité sur sa cinquième année) |  |